# Orcula
Orcula é um género de gastrópode da família Orculidae.
Este género contém as seguintes espécies:
- Orcula austriaca
- Orcula dolium
- Orcula fuchsi
- Orcula pseudodolium